# 空想ジェット!
『空想ジェット!』（くうそうジェット）は、marbleの2枚目のアルバムである。

## 収録曲
（作詞：micco）
1. 初恋 limited
作曲・編曲：菊池達也
  - テレビアニメ『初恋限定。』エンディングテーマ
  - オリジナルアニメ『限定少女。』エンディングテーマ
  - テレ玉『アニたま』エンディングテーマ（2009年4月）
2. LIVE!! LIFE!!
作曲：micco / 編曲：菊池達也
3. ハミングバード
作詞：micco / 作曲・編曲：菊池達也
4. 空想ジェット!
作曲：菊池達也 / 編曲：菊池達也・菊谷知樹
5. Tiny Sweet
作曲・編曲：菊池達也
  - ドラマCD『うみものがたり 〜あなたがいてくれたコト〜』主題歌
6. violet
作曲・編曲：菊池達也
  - テレビアニメ『うみものがたり 〜あなたがいてくれたコト〜』オープニングテーマ
7. 涙をふいて
作詞・作曲：micco / 編曲：菊池達也
  - ドラマCD『うみものがたり 〜あなたがいてくれたコト〜』夏音編イメージソング
8. clap featuring TECHNOBOYS PULCRAFT GREEN-FUND
  - 作曲：菊池達也 / 編曲：石川智久
9. 空に舞う
作曲・編曲：菊池達也
  - テレビアニメ『初恋限定。』第9話エンディングテーマ
10. 幻想の場所、それぞれの道の上
作曲・編曲：菊池達也
  - テレビアニメ『初恋限定。』第6話挿入歌
11. 時の華
作曲・編曲：菊池達也
  - テレビアニメ『うみものがたり 〜あなたがいてくれたコト〜』挿入歌
12. それだけ
作曲・編曲：菊池達也
13. 新しい世界
作曲：micco / 編曲：菊池達也
  - ニンテンドーDSゲーム『ひだまりスケッチ どこでもすごろく×365』エンディングテーマ
14. 流星レコード
作曲・編曲：菊池達也 ストリングスアレンジ：ぺーじゅん
  - テレビアニメ『ひだまりスケッチ×365』エンディングテーマ
15. きらら
作曲・編曲：菊池達也